# Kwai
Kwai (utilizado nos mercados estrangeiros), na China é chamado Kuaishou (em chinês: 快手 ; literalmente: "mão rápida"), em países como Índia, Paquistão e Indonésia é chamado Snack Video, é um aplicativo móvel de compartilhamento de vídeos curtos dos usuários, uma rede social e um editor de efeitos especiais em vídeos, com sede no distrito de Haidian (Pequim), desenvolvido em 2011 pelo engenheiro Hua Su (宿华) e Cheng Yixiao (程一笑) na empresa Beijing Kuaishou Technology. 
Em 2019, possuía uma base mundial de mais de 200 milhões de usuários, liderando as listas de "mais baixados" nas lojas Google Play e App Store. Seu principal concorrente é o TikTok (conhecido como Douyin na China).
Kwai busca posicionar-se como líder na categoria de "vídeo curto" na América Latina. A média mensal de usuários atingiu 776 milhões no primeiro semestre de 2020.[carece de fontes?] Os usuários ativos gastam, em média, mais de 85 minutos diários dentro do aplicativo.
A equipe internacional é liderada pelo ex-CEO do aplicativo 99 e, funcionários do Google, Facebook, Netflix e TikTok foram recrutados para liderar a expansão internacional da empresa.
A empresa estatal Fundo de Investimento na Internet da China, controlada pela Administração do Ciberespaço da China, é dona de parte da Kuaishou.

## História
"GIF Kuaishou" foi o predecessor do aplicativo Kwai, fundado em março de 2011, era um aplicativo móvel para criar e compartilhar imagens do tipo GIF. Em novembro de 2012, o aplicativo se transformou em uma comunidade de vídeos curtos com objetivo de os usuários publicassem vídeos retratando sua vida cotidiana. O Kwai foi criado por Hua Su (宿华) e Cheng Yixiao (程一笑). Antes de cofundar o Kwai, Hua Su trabalhou para a Google e para o Baidu como engenheiro de software. A empresa está sediada na capital chinesa, Pequim.
Em 2013, o aplicativo atingiu 100 milhões de usuários diários. Em 2019, esse número ultrapassou 200 milhões de usuários diários ativos, tendo cerca de 15 milhões de vídeos compartilhados diariamente.  Chegando a liderar, em oito países, as listas de "mais baixados" nas lojas Google Play e App Store.
Em março de 2017, a empresa chinesa Tencent decidiu investir US$350 milhões de dólares no aplicativo. Em janeiro de 2018, segunda estimativa da Forbes, a empresa valia US$18 bilhões.
Em 2019, a empresa anunciou uma parceria com o jornal oficial do Partido Comunista da China, o Diário do Povo, para ajudá-lo a experimentar o uso de inteligência artificial nas notícias.
Em março de 2020, a Beijing Kuaishou Technology Co., Ltd comprou a plataforma de vídeo online AcFun.
Em junho de 2020, o governo indiano baniu o Kwai junto com 58 outros aplicativos, alegando "questões de dados e privacidade". Provavelmente influenciado pelas tensões na fronteira entre a Índia e a China, devido relações competitivas entre os dois países nos últimos anos.
Em janeiro de 2021, a empresa anunciou que estava planejando uma oferta pública inicial para levantar aproximadamente US$5 bilhões. As ações da empresa completaram seu primeiro dia de negociação em HK$300 (US$38,70), ultrapassando seu preço de oferta inicial além do dobro do valor e fazendo com que seu valor de mercado disparasse para mais de HK$1 trilhão (US$159 bilhões).
Em fevereiro de 2021, as ações da empresa chinesa subiram 194% na inauguração em Hong Kong (região administrativa especial chinesa) e, no mesmo mês, seu valor de mercado da atingiu US$220 bilhões.

## Controvérsias
Em junho de 2020, o governo da Índia baniu o Kwai junto com 58 outros aplicativos, alegando "questões de dados e privacidade". Entretanto, as recentes tensões na fronteira entre a Índia e a China podem ter desempenhado um papel na proibição, afinal, na Índia, cada vez mais, por causa das relações competitivas entre os dois países nos últimos anos, o movimento de Boicote à China, "Boycott Made in China", tem crescido. No mesmo ano, o Kwai começou a veicular diversos anúncios ao público, utilizando criadores de conteúdo do aplicativo, crescendo consideravelmente a base de usuários. Um dos criadores de conteúdo que aparecia nos anúncios alegou que não havia autorizado o uso de sua imagem.
Em 2024, uma reportagem da revista piauí acusou o Kwai de clonar contas de personalidades importantes em outras redes sociais na própria plataforma e permitir conteúdo desinformativo próximo às eleições nacionais de 2022.
Reportagens da agência de checagem Aos Fatos e do site Núcleo Jornalismo mostraram como a rede social permitia conteúdo que sexualizava menores de idade, bem como usuários que compartilhavam material de pornografia infantil. 